# Vigaña (Belmonte)
Vigaña ist eine Parroquia und ein Ort in der Gemeinde Belmonte de Miranda, in der autonomen Gemeinschaft Asturien im Norden Spaniens.
Die 32 Einwohner (2011) leben auf einer Fläche von 6,36 km². Belmonte, der Verwaltungssitz der Gemeinde, ist über die „AS-227“ in 7 km zu erreichen.

## Sehenswürdigkeiten
- Pfarrkirche (Iglesia) de San Pedro in Vigaña